# 北正街基督教堂
北正街基督教堂，原名圣公会三一堂（英語：Trinity Church），是中国湖南省长沙市的一座古老石砌教堂，位于开福区黄兴北路76号（北正街）。
三一堂由美国圣公会差会始建于1905年，1910年毁于抢米风潮，1911年到1915年重建。这座教堂完全用花岗石砌筑，哥特式风格，设计者为孟良佐主教。
三一堂于1950年代关闭，被改作百货公司火柴仓库。2004年12月20日恢复开放，更名为北正街基督教堂。
圣公会曾收留华兴会领袖黄兴避难1个月之久，以躲避清军追捕。1912年12月辛亥革命成功后，黄兴题词赠给圣公会三一堂：“耶稣圣名、敬拜宜诚、辞尊居卑、为救世人”。题词现仍保存于大门内墙上。
2002年，圣公会三一堂被列为湖南省文物保护单位。